# 도미타 미유
도미타 미유(일본어: 冨田 実侑, 1999년 2월 5일 ~ )는 일본의 여자 축구 선수이다.

## 구단 경력
나데시코 리그의 앙쥬 비올레 히로시마, 러브리지 나고야에서 활동했다.

## 국가대표팀 경력
그녀는 2016년 FIFA U-17 여자 월드컵에 참가할 일본 U-17 국가대표팀에 발탁되었으며, 4경기에 출전, 준우승에 기여했다.